# Dzsargalan járás
Dzsargalan járás (mongol nyelven: Жаргалан сум) Mongólia Góbi-Altaj tartományának egyik járása. Területe 3700 km². Népessége kb. 3200 fő.
Székhelye Bujanbat (Буянбат), mely 80 km-re északra fekszik Altaj tartományi székhelytől.